# Long Island, Kansas
Long Island är en ort i Phillips County i delstaten Kansas. Vid 2010 års folkräkning hade Long Island 134 invånare.